# Winterslow
Winterslow è una parrocchia civile della contea del South Wiltshire che si trova ad oltre 6 miglia a nord-est di Salisbury, Sud Ovest dell'Inghilterra, Regno Unito.

## Geografia

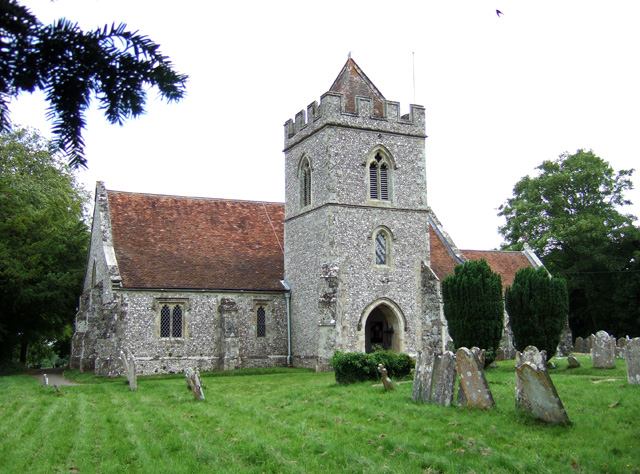
Chiesa di Tutti i Santi a West Winterslow

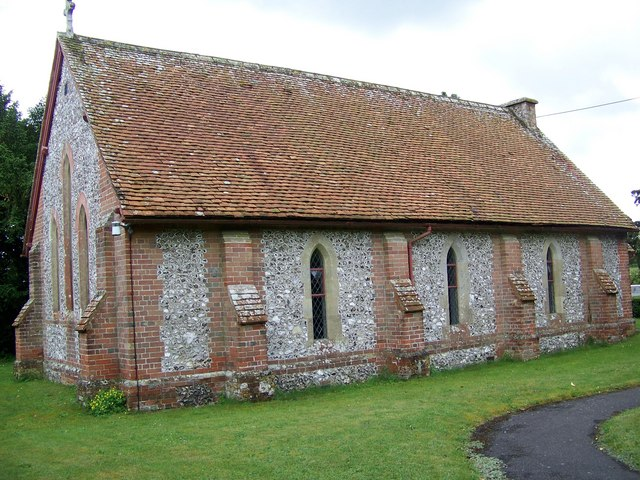
Cappella di San Giovanni Battista

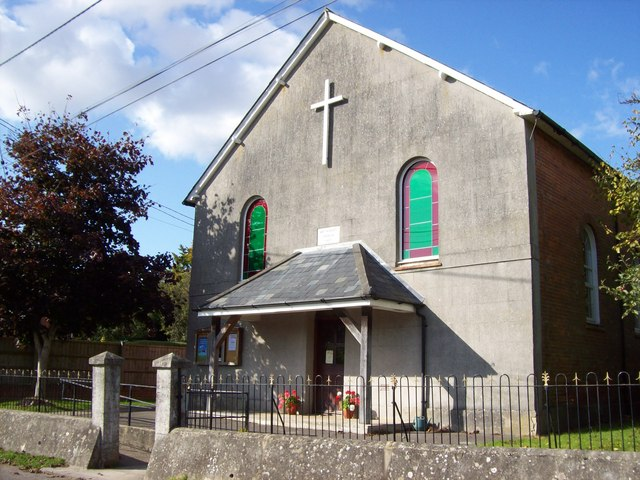
Chiesa metodista a Middle Winterslow

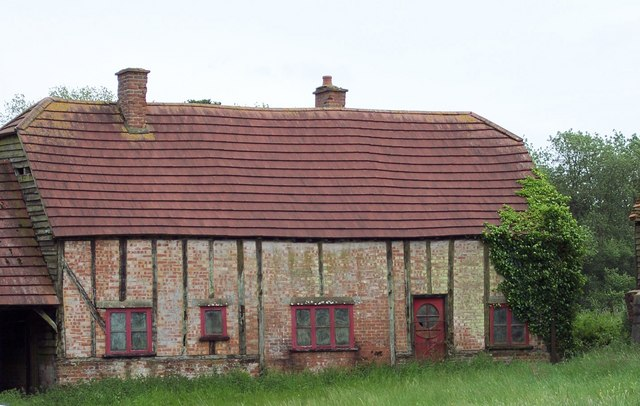
Roche Old Court a East Winterslow

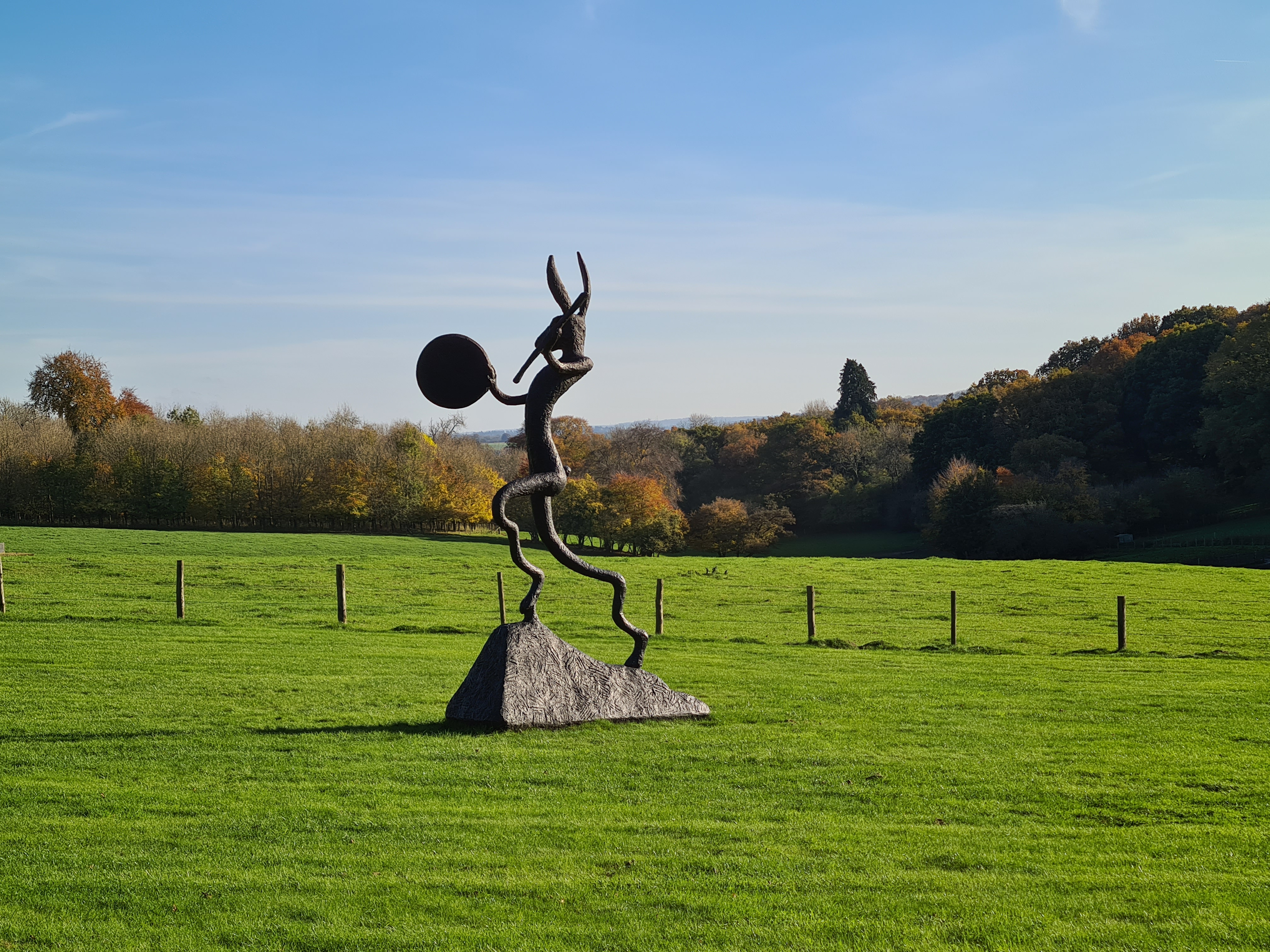
Una delle sculture nel parco di Roche Old Court

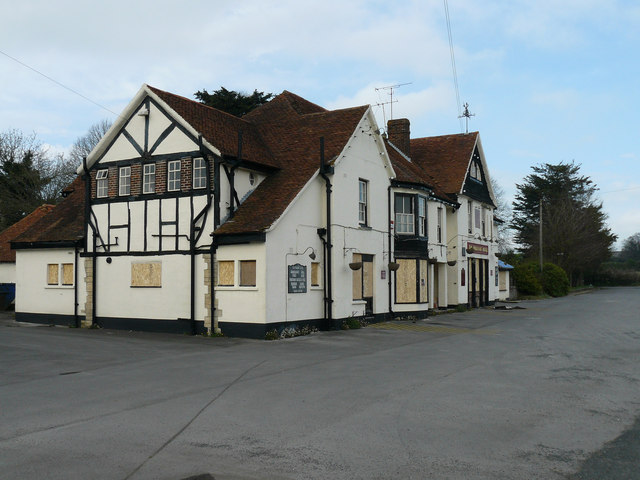
Pheasant Hotel, anticamente Winterslow Hut a East Winterslow

La parrocchia civile di Winterslow si trova all'interno di Alderbury Hundred sulle colline di gesso a est di Salisbury, al confine tra Wiltshire e Hampshire. In alcuni punti gli affioramenti di gesso sono ricoperti da depositi di argilla con selci. La strada principale che attraversa il territorio è la London-Stockbridge road. I tre centri abitati territoriali sono situati a circa 500 piedi di altezza.

## Storia
Nella località di Easton Down, nel nord-est della parrocchia, sono state localizzate miniere di selce risalenti al neolitico e alla prima età del bronzo. Gli scavi a East Winterslow hanno anche individuato tracce di numerose fattorie dell'età del ferro e romane inoltre sono stati scoperti due cimiteri sassoni a Roche Court Down, a nord. Vicino alla chiesa di West Winterslow è stato identificato il sito di una villa romana e si conserva il tracciato della strada romana che da Old Sarum a Winchester attraversa il territorio. Vicino alla Winterslow Hut ci sono tre tumuli, in uno dei quali è stata trovata una volta ad arco di selci grezze incastrate insieme che racchiudeva due grandi urne sepolcrali piene di reliquie, presumibilmente quelle di illustri donni britanniche, e vicino, un'antica croce, molte monete sassoni e normanne antiche. I tre insediamenti di West Winterslow, Middle Winterslow e East Winterslow furono nominati assieme nel Domesday Book nel 1086 e citati come Wintreslei, che significa tumulo o luogo di sepoltura invernale. I tre insediamenti erano composti da feudi separati che in seguito svilupparono indipendentemente la propria storia signorile. Il Domesday Book nota che la terra a West Winterslow era stata tenuta prima della conquista dalla famiglia Harding e in seguito dalla badessa di Amesbury. Dopo la conquista il feudo principale fu tenuto dal conte Morton. Il feudo comprendeva anche un mulino. West Winterslow tornò alla Corona durante il regno di Enrico I d'Inghilterra e nel 1215 appartenne alla regina ancora piccolissima Isabella d'Inghilterra. Fu poi concesso a Geoffrey fitz Piers, conte di Essex, e alla morte del suo pronipote Richard nel 1307, il suo maniero passò a Sir Robert de Clifford. Dopo la morte di Sir Robert a Bannockburn nel 1314, West Winterslow passò alla sua vedova Idonea, che continuò a godere della proprietà fino alla sua morte. I registri della famiglia Thistlethwayte a Winterslow iniziano nel 1537. La famiglia ebbe il patronato della chiesa parrocchiale di West Winterslow fino al 1739. Nel 1764 il maniero fu venduto a Henry Fox di Farley, creato Barone Holland di Foxley nel 1763. Dopo l'acquisto del maniero nel 1764 Henry progettò di costruire una nuova casa che sarebbe stata una residenza di campagna. La casa chiamata Old Manor House fu costruita nel 1768 da David King, un ex maggiordomo della famiglia Fox. Il maniero di Middleton si estendeva verso nord fino al lato più lontano della strada da Londra a Exeter. Su questa strada e sul confine del maniero, sorge il Pheasant Inn, precedentemente noto come New Hutt, che a sua volta sostituiva una locanda, o hutt, che in precedenza sorgeva sul lato opposto della strada ed era utilizzata dai mandriani. La vicinanza di uno stagno per cavalli in questo sito era presumibilmente una delle ragioni per cui l'Hutt si trovava qui. Il New Hutt era menzionato in un documento del 1737 come "quel nuovo messuage costruito, ora occupato da Benjamin Reeves". L'intero territorio almeno dalla seconda metà del XIX secolo viene ricordato come adatto all'agricoltura e le colture stipiche locali erano grano, orzo e avena. Era praticato anche l'allevamento di pecore in particolare sulle zone collinari.

## Monumenti e luoghi d'interesse
Nel territorio di Winterslow sono presenti vari luoghi degni di attenzione:
- Chiesa di Tutti i Santi. Chiesa parrocchiale anglicana risalente al XII secolo e completamente restaurata nel XIX secolo. Presenta rivestimenti in pietra calcarea. Il tetto è in tegole. Gli interni sono semplici, il fonte battesimale è del XII secolo e la sua vasca ha rivestimento in piombo. Il pulpito è in legni intagliato del XVII secolo con figure di apostoli. Dal 23 marzo 1960 è un monumento classificato di secondo grado per il suo particolare interesse storico e architettonico.[5][6][7]
- Cappella di San Giovanni Battista. La piccola chiesa fu aperta come cappella su Winterslow Common nel 1860. L'edificio fu utilizzato come scuola nei giorni feriali. I resoconti del Churchwarden per i lavori di costruzione ci sono pervenuti, così come quelli per la costruzione di una nuova scuola per l'infanzia sul Common tra il 1877 e il 1879. Sono sopravvissute poche altre informazioni in relazione al funzionamento delle scuole.[8]
- Chiesa metodista. Una prima cappella metodista fu costruita su Winterslow Common nel 1810 e il libro contabile e di sottoscrizione per il periodo 1810-1827 si trova negli archivi del Wiltshire e di Swindon. La cappella risale al 1865-1866 e fa parte del Salisbury Wesleyan Methodist Circuit. Nel 1983 iniziarono ampie modifiche all'edificio, per includere una nuova sagrestia, una sala riunioni, servizi di guardaroba. La riconsacrazione si tenne il 1º gennaio 1984. Nel 1992 fu aperto un centro diurno nella sala e ciò richiese ulteriori modifiche al riscaldamento e alle strutture della cucina e la costruzione di un ingresso con rampa. Nel 1996 furono aggiunti un portico e un ingresso con rampa all'esterno della chiesa stessa. Nel 2002 il tetto è stato rifatto e nel 2006 tutte le finestre sono state sostituite.[9]
- Barn at Old Manor Farm è un monumento classificato di secondo grado per il suo particolare interesse storico e architettonico.[10]
- Roche Old Court un monumento classificato di secondo grado per il suo particolare interesse storico e architettonico. Il suo parco, grazie alle numerose sculture presenti, è un museo a cielo aperto.[11][12]
- Winterslow Hut era una locanda di posta della fine del XVII secolo sul percorso delle diligenze da Londra a Exeter a Winterslow. La sua posizione isolata nella pianura di Salisbury tra Salisbury e Andover, con una sorgente nelle vicinanze, la rendeva un utile luogo di sosta per i mandriani e, in seguito, per le diligenze postali e di posta